# منارجنبان
مِنارجُنبان، سازه‌ای معماری است که با تکان دادن یکی از مناره‌های آن، دیگری نیز به حرکت درمی‌آید. گرچه این پدیده بیشتر با منار جنبان اصفهان شناخته می‌شود، شواهدی نشان می‌دهد که این نوع سازه در مکان‌های دیگری نیز وجود داشته یا همچنان پابرجاست.
حرکت مناره‌ها معجزه یا کرامت نیست، بلکه حاصل دانش مهندسی پیشرفته‌ای است که در سازه‌های معماری ایران به‌کار می‌رفته است. در برخی موارد، این حرکت را می‌توان به پدیده تشدید نسبت داد، جایی که بسامد طبیعی سازه با نیروی خارجی مثل باد هماهنگ شده و نوسانات قابل‌توجهی ایجاد می‌کند. این پدیده نمونه‌ای از پیشرفت مهندسی سازه در عصر اسلامی است و توجه به آن نشان‌دهنده توانایی معماران ایرانی در تلفیق دانش و زیبایی‌شناسی است.
از معروف‌ترین منارجنبان‌های ایران یکی در اصفهان و دیگری در شهرستان اردکان و در بخش خرانق (یزد) واقع شده‌اند تاریخی که بر فراز سنگ عمو عبدالله نوشته شده است سال ۷۱۶ هجری را نشان می‌دهد که در دوره سلطان محمد خدابنده الجایتو ایلخان مسلمان است.
مسجد جامع نیشابور (شهر کهن) نیز منارهای جنبان داشته است. ابوعبدالله حاکم دربارهٔ منارهای جنبان مسجد جامع نیشابور (شهر کهن) نوشته است:
 خمار تکین… مناری رفع کرد و صیتِ آن دو منار [پیشینِ ساختهٔ عبدالله طاهر] را دفع کرد، چنانچ در دنیا ارفع از آن و اعجب و آراسته‌تر و پیراسته‌تر و دایرتر منار در هیج دیار هیچ نجّار ندید. از فوق عالیِ بامِ جامع تا سرِ منار نود و چار ذراع بود؛ و اجرت استادان بی‌مزدور خرجِ عمارت دوهزار مثقال طلا مقرر کرده بودند و به هندسه چنان ترتیب کرده بودند که چون باد آمد فراخورد قوّهٔ باد آن منار حرکت کردی اما نیفتادی و هیچ خشتی و جزئی از آن وی فاسد نشدی.

## منارجنبان اصفهان

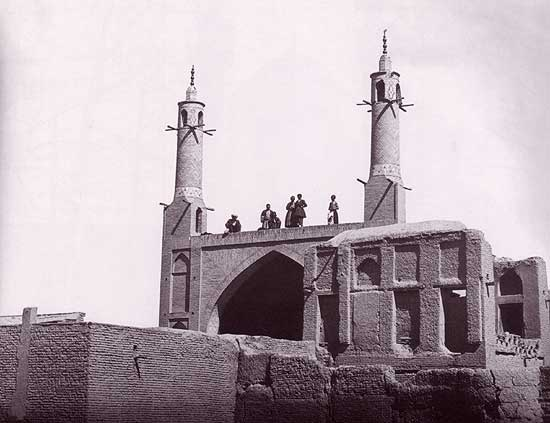
عکسی از منار جنبان از ارنست هولتسر ۱۸۷۳

منارجنبان اصفهان، یکی از آثار تاریخی اصفهان است. این بنا در حقیقت بقعه‌ای است که بر مزار شیخی زاهد و عابد به نام «عمو عبدالله کارلادانی» که در ذیحجه سال ۷۱۶ هجری قمری وفات یافته ساخته شده است. در آغاز تنها ایوانی بوده است که بعدها دو منارهٔ معروف منارجنبان را به ساختمان آن افزوده‌اند؛ بنابراین، بی‌شک ساختمان ایوان و مناره‌ها پس از سال ۷۱۶ هجری قمری آغاز شده و به انجام رسیده است. منارجنبان در گذشته بر سر راه اصفهان به نجف‌آباد در روستایی به نام کارلادان قرار داشت که اکنون دیگر یکی از محله‌های شهر اصفهان است. نکته قابل توجه دربارهٔ این بنای تاریخی این است که با حرکت دادن یک مناره، مناره دیگر نیز به حرکت و جنب‌وجوش می‌آید و لازم است ذکر شود که هر مناره دارای پهنای نه متری و بلندای هفده متری می‌باشد. کاشی‌هایی لاجوردی و فیروزه‌ای زینت‌بخش این بناست و بر مزار آن روحانی زاهد و عابد قطعه سنگی مرمری قرار داده‌اند که سورهٔ یس از قرآن کریم حاشیه آن را زینت داده است. کتیبه‌های دیگری نیز در این آرامگاه هست که از آن جمله کتیبه‌ای بر سنگ مرمر بالای سنگ اصلی است که از عمو عبدالله به عنوان یک مرد پرهیزگار و زاهد نام می‌برد و تاریخ وفات او را نیز ذکر می‌کند. تاریخی که بر فراز سنگ عمو عبدالله نوشته شده است سال ۷۱۶ هجری را نشان می‌دهد که در دوره سلطان محمد خدابنده الجایتو ایلخان مسلمان است.

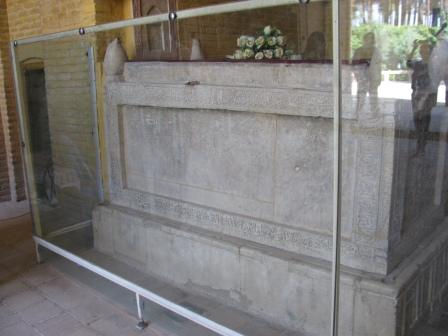
قبر عمو عبدالله کارلادانی

در گذشته منارجنبان از شهر جدا و در دهکده‌ای به نام «کارلادان» قرار داشت؛ ولی امروزه این محل و بنا جزو اصفهان است و در نزدیکی محلی به نام نصرآباد (اصفهان) قرار دارد. این ساختمان با کاشی‌های لاجوردی رنگ به شکل ستاره چهارپر و اشکال دیگری به شکل کثیرالاضلاع فیروزه‌ای رنگ زینت یافته است.
این بنا به صورت یک بقعه و دو مناره است که بر روی مزار عمو عبدالله کارلادانی (عمو عبدالله بن محمود صقلابی) از پارسایان نام‌آور سده هشتم هجری بنا شده و سنگ قبر آن مورخ به سال ۷۱۶ هجری، هم‌زمان با اواخر پادشاهی محمد خدابنده الجایتو، ایلخان مسلمان مغول است.
منارجنبان را می‌توانیم غربی‌ترین جاذبه تاریخی برای گردشگران اصفهان و معروف‌ترین منار جنبان جهان بنامیم؛ بنایی که به نسبت بقیه جاذبه‌های مهم تاریخی اصفهان دورتر از مرکز شهر است؛ اما خیلی از تورهای گردشگری خارجی اصفهان حتما دیدنش را دربرنامه‌شان می‌گنجانند؛ بنایی که در ابتدا مقبره زاهد هم‌عصر ایلخانیان بوده و حالا بیش از همه به خاطر منارهایش معروف است، چرا که با تکان دادن یکی، دیگری نیز به لرزش در می‌آید.
مناره‌های سردر مسجد اشتراجان، منار خرائق از جاذبه های مشابه این بنای تاریخی می‌باشد. این مناره‌ها در دوره  ایلخانی در سال 716هجری قمری ساخته و در سال 1321 به شماره 110 ثبت ملی گردید. این به بنا به دلیل متحرک بودن مناره‌هایش،به نام منارجنان شناخته می‌شود.
در پیشین از این بنا به عنوان مقبره استفاده می‌گردید اما امروزه از این مکان به عنوان بنای تاریخی و جاذبه گردشگری استفاده می‌گردد.

### ویژگی‌های بنا

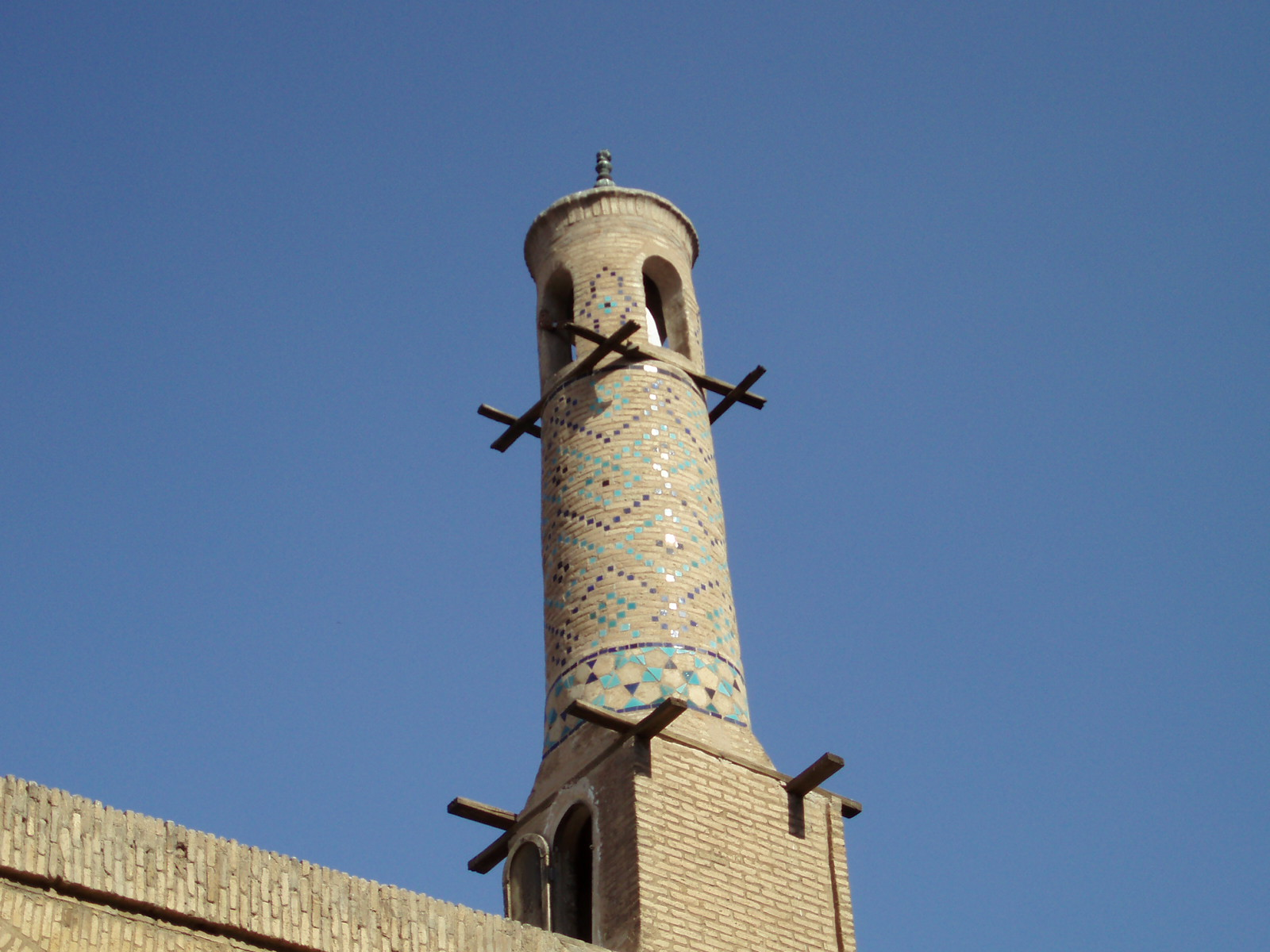
نمای نزدیک یکی از مناره‌ها

شهرت منارجنبان اصفهان از دیرباز به این خاطر بوده است که هر گاه یکی از مناره‌های طرفین ایوان بنا را می‌جنبانده‌اند، این حرکت به منارهٔ دیگر هم منتقل می‌شده است. ارتفاع ایوان مقبره عمو عبدالله از سطح زمین بقعه ۱۰ متر و ارتفاع هر یک از دو مناره ۷/۵ متر است. در این ایوان مزار عمو عبدالله قرار دارد و راه صعود به بام و مناره‌ها نیز به وسیله درگاه کوچکی است که با پلکانی مارپیچ به بام مربوط می‌شود. اما چیزی که این بنای کوچک با عرض نه متر و طول هر مناره؛ هفده متر را معروف کرده، تکان خوردن آن است؛ دربارهٔ علم پشت این حرکت، می‌توان گفت که این حرکت با استفاده از قانون اقتران زاویه‌ای انجام می‌شود. زمانی که وزن متراکم از محور مناره به بیرون حرکت می‌کند، باعث ایجاد گشتاور می‌شود که با توجه به قانون اقتران زاویه‌ای، باعث حرکت دورانی آن می‌شود. این حرکت به وسیلهٔ محرک‌های مختلفی مثل باد، آب، یا حتی انرژی الکتریکی ایجاد می‌شود.
در مورد نحوه جنبش دو مناره، هر کدام از آنها دارای سیستم مکانیزه‌ای هستند که با فشار هوا یا با قرار دادن بار، به چرخش می‌پردازند. این سیستم‌ها به‌طور معمول در زیرزمین ساختمان‌ها یا در قسمت‌های پنهانی از سازه‌ها قرار دارند تا جنبش آن‌ها برای بازدیدکنندگان قابل مشاهده نباشد؛ یعنی با تکان دادن یکی از مناره‌ها مناره دیگر و کل ساختمان نیز تکان می‌خورد. ایوان منارجنبان یکی از آثار تک‌ایوانی دوران ایلخانی است که به سبک مغول ساخته شده؛ ولی شکل مناره‌ها نشان می‌دهد که آن‌ها را اواخر دوره صفویه به ایوان اضافه کرده‌اند. اما نکته مهم این است که منارجنبان در دنیا تنها بنایی نیست که این به این صورت حرکت می‌کند. در عراق و عربستان هم چنین بناهایی یافت می‌شود. جهانگردانی که به نقاط مختلف دنیا سفر کرده‌اند در مشاهدات خود مناره هائی را معرفی کرده‌اند که در نقاط دیگر جهان همین خصوصیت را داشته‌اند. اما قدر مسلم اینکه منارجنبان اصفهان وجه تمایزی با دیگر مناره‌های متحرک دارد و آن این است که گذشته از حرکت مناره‌ها سایر قسمت‌های بنا نیز حرکت می‌کند.
این ساختمان با کاشی‌های لاجوردی‌رنگ به شکل ستاره چهارپر و اشکال دیگری به شکل کثیر الاضلاع فیروزه‌ای رنگ زینت یافته است. حمید شاهین پور، سرپرست کمیته پژوهشی انجمن فناوری‌های بومی ایران، تصمیم گرفت علت ارتعاشات این بنا را با فرمول‌های دینامیکی پیدا کند. پژوهش شاهین پور با تمام فرمول‌های پیچیده و آزمایشگاهی اش منجر به رسیدن به این نتیجه شد که: «هنگامی که دو نخ مشابه با طول مساوی داشته باشیم و انتهای این نخ‌ها را به یک نخ افقی ببندیم دو آونگ کاملاً مشابه حاصل می‌شود. حال اگر یکی از نخ‌ها به نوسان در آید دیگری هم شروع به نوسان می‌کند. اما اگر یکی از نخها بلندتر شود در صورت نوسان، نخ دیگر دچار نوسان نمی‌شود. حال اگر وزن یکی با دیگری متفاوت باشد باز هم نوسان یکی منجر به اختلال در نوسان دیگری می‌شود. بر همین اساس می‌توان نتیجه گرفت که، ارتعاش یک مناره می‌تواند به مناره‌های بعدی هم منتقل شود.» پیش از شاهین پور افرادی دیگری هم دربارهٔ منارجنبان کار کرده‌اند اما تاکنون کسی، کار آزمایشگاهی روی این بنا انجام نداده بود. شاهین پور تمام منارجنبان‌های ساخته شده در دنیا را متعلق به فرهنگ ایرانی اسلامی می‌داند. جالب است بدانید منار جنبان‌های دنیا در یک دوره زمانی سی ساله دوره تیموریان ساخته شده‌اند.
در گذشته منارجنبان از شهر جدا و در دهکده‌ای به نام «کارلادان» قرار داشت؛ ولی امروزه این بنا جزو اصفهان است و در نزدیکی محلی به نام نصرآباد قرار دارد.
برعکس خیلی از بناهای اصفهان که فضاهای مختلفی دارند و باید در بنا بگردید، منارجنبان یک ایوان است که گردشگران می‌توانند واردش شوند و در انتهایش در میان دیوار، سنگ قبر «عمو عبدالله کارلادانی» را ببینند که با حفاظ شیشه‌ای از فضای اصلی جدا شده است. در دو طرف فضای مستطیل شکلی که 9 متر عرض و 17 متر ارتفاع دارد، پلکانی به طبقه بالا و سقف هست که معبری است برای رسیدن به داخل مناره‌ها. این ساختمان با کاشی‌های لاجوردی رنگ به شکل ستاره چهارپر و اشکال دیگری به شکل کثیرالاضلاع فیروزه‌ای رنگ زینت یافته‌است. دور تا دور این ایوان نیز باغی کوچک وجود دارد.
تکان خوردن مناره‌ها اگر چه متمایز و درخور توجه است؛ اما به نوشته لطف‌الله هنرفر، محققان آن را امر خارق العاده‌ای نمی‌دانند و حتی معتقدند که این مسئله در مناره‌های دیگر هم به طریقی وجود دارد؛ اما در مورد این بنا مسئله این است که سبک و باریک بودن مناره‌ها حرکت آنها را محسوس‌تر کرده است. ضمنا قاب‌های مربعی کلاف‌های چوبی که در قسمت های بالا و پایین هر یک از دو منار در ساختمان آن به کار رفته نیز عامل موثری در تسهیل حرکت مناره‌ها هستند.
البته وجود دو درز که بین ساقه هر مناره و پشت بام قرار دارد و در هر جهت برابر سه سانتی متر است باعث می‌شود که هر مناره به راحتی نوسان کند و ضربه خود را به کل بنا وارد نماید. به هر حال به نظر می‌رسد پدیده رزونانس کار کارستان این بنا است! و بنا شبیه وسیله‌ای به نام دیاپازون ساخته شده. شی U شکلی که اگر ضربه ای از یک قسمت، مثلا به یکی از ضلع های یو وارد شود، ارتعاش ناشی از آن، به قسمت مرکزی و سپس به ضلع دیگر یو می رسد و کل یو می لرزد.
منارجنبان هم همین طور است؛ یعنی ارتعاش و لرزش را از یک قسمت می گیرد و به تدریج به قسمت های دیگر و کل بنا منتقل می کند؛ اما نکته‌ای که به نظر به حقیقت نزدیک‌تر می‌آید، این است که از روز اول این بنا را آگاهانه با این خصوصیت نساخته‌اند؛ اما بعد از اضافه شدن مناره‌ها در دو طرف بنا، حرکت مناره‌ها مشهود شده است؛ اما یک نکته واقعا شگفت آور است؛ اینکه با حرکت دادن یک مناره، نه تنها مناره دیگر به حرکت در می‌آید، بلکه تمامی این ساختمان به لرزه درمی‌آید و این نکته را اگر نزدیک سنگ قبر عمو عبدالله ایستاده باشید، واضح‌تر می‌بینید.

## منارجنبان‌های غیر اصفهانی
یکی از نمونه‌های برجسته، مناره‌ای در روستای خرانق یزد است که به دوره سلجوقیان تعلق دارد و هنوز قابلیت حرکت را دارد. همچنین ابن بطوطه، جهانگرد مشهور، از مناره‌ای مشابه در شهر بصره عراق و در مسجد علی بن ابی طالب در قرن هشتم هجری یاد کرده است. در ایران، مناره‌ای در بسطام، نزدیک مقبره بایزید بسطامی، توسط اعتمادالسلطنه ثبت شده که قابلیت حرکت داشته است.
نمونه‌ای دیگر که اکنون نابود شده، منار مسجد جامع نیشابور بود. این مناره به‌گونه‌ای طراحی شده بود که با وزش باد حرکت می‌کرد، اما ساختار آن به‌قدری مهندسی‌شده بود که این حرکت به تخریب منجر نمی‌شد. همچنین در ندوشن یزد مناره‌ای وجود دارد که با وزش باد به جنبش درمی‌آید.

## نگارخانه

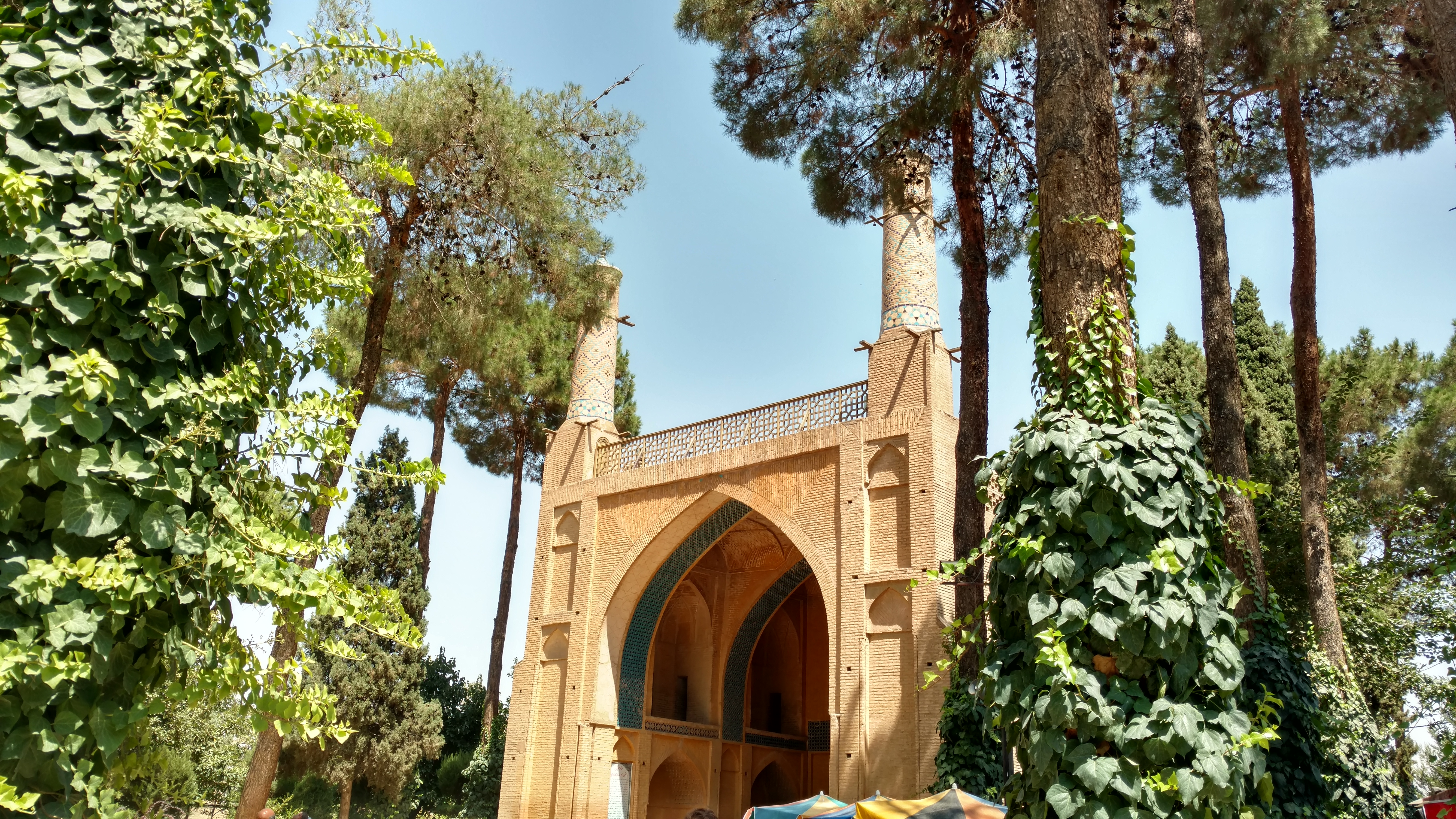
منارجنبان اصفهان

عکس قدیمی از بنا

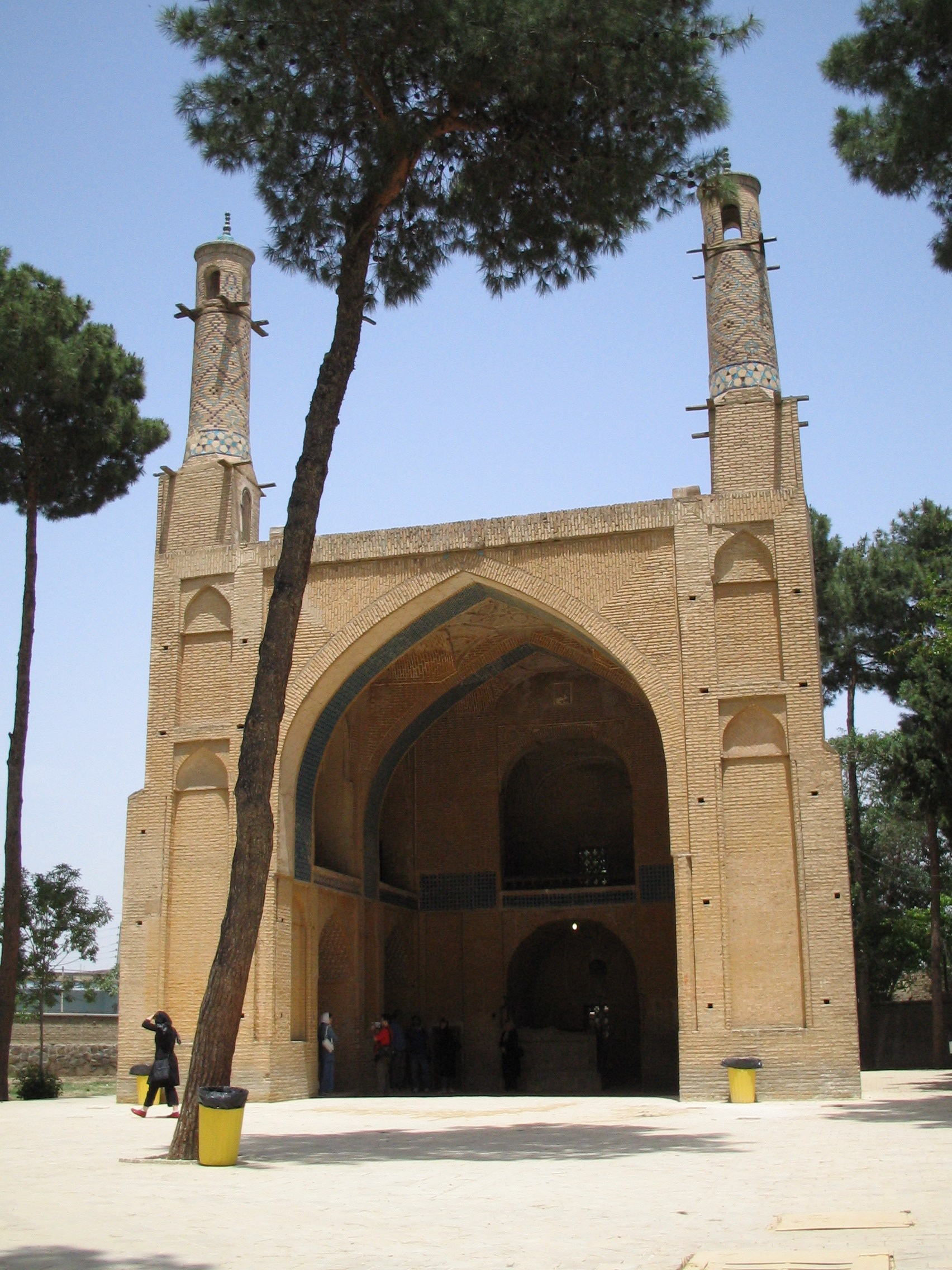
ایوان و مناره‌ها
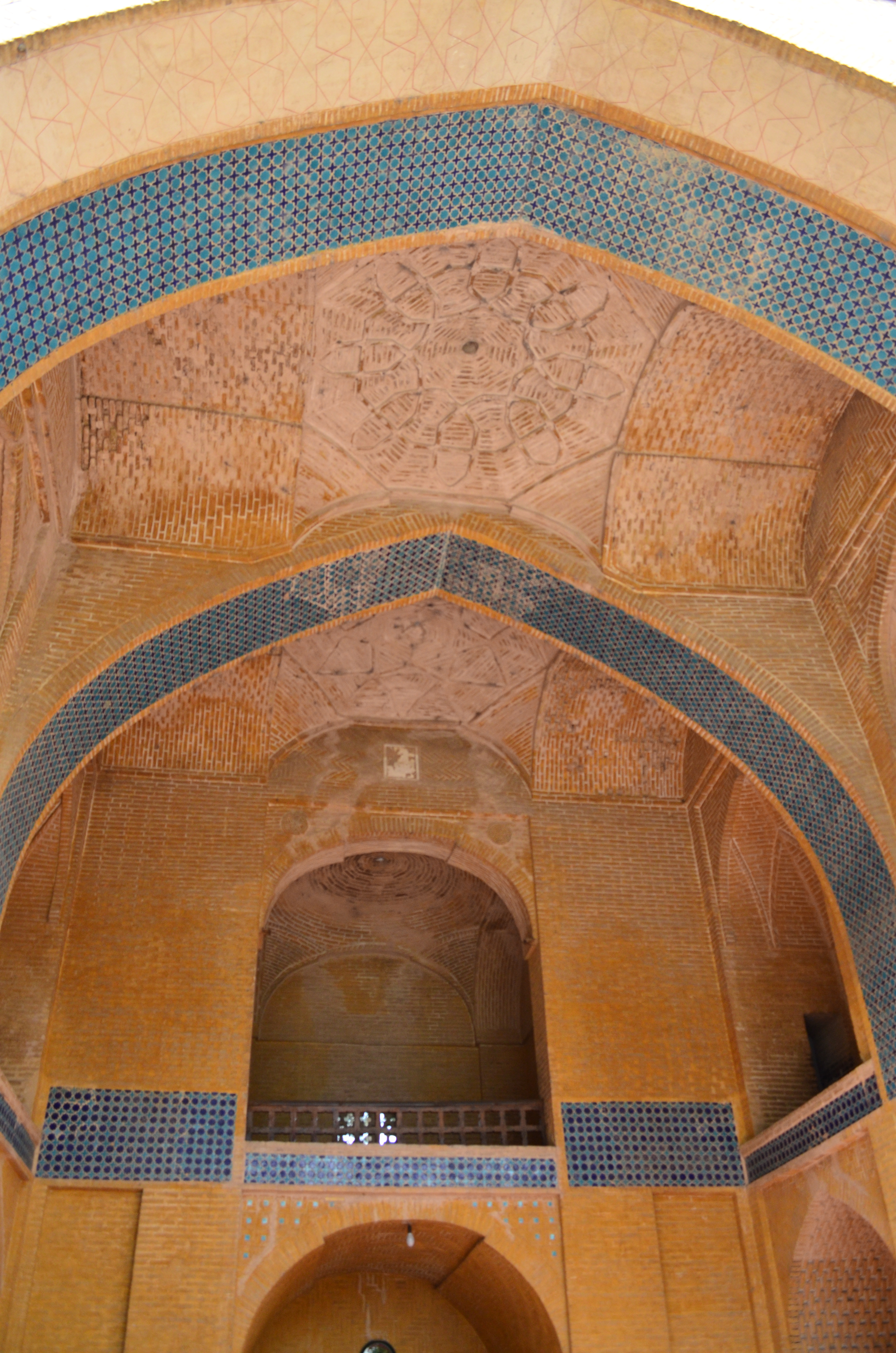
نمایی از درون بنا
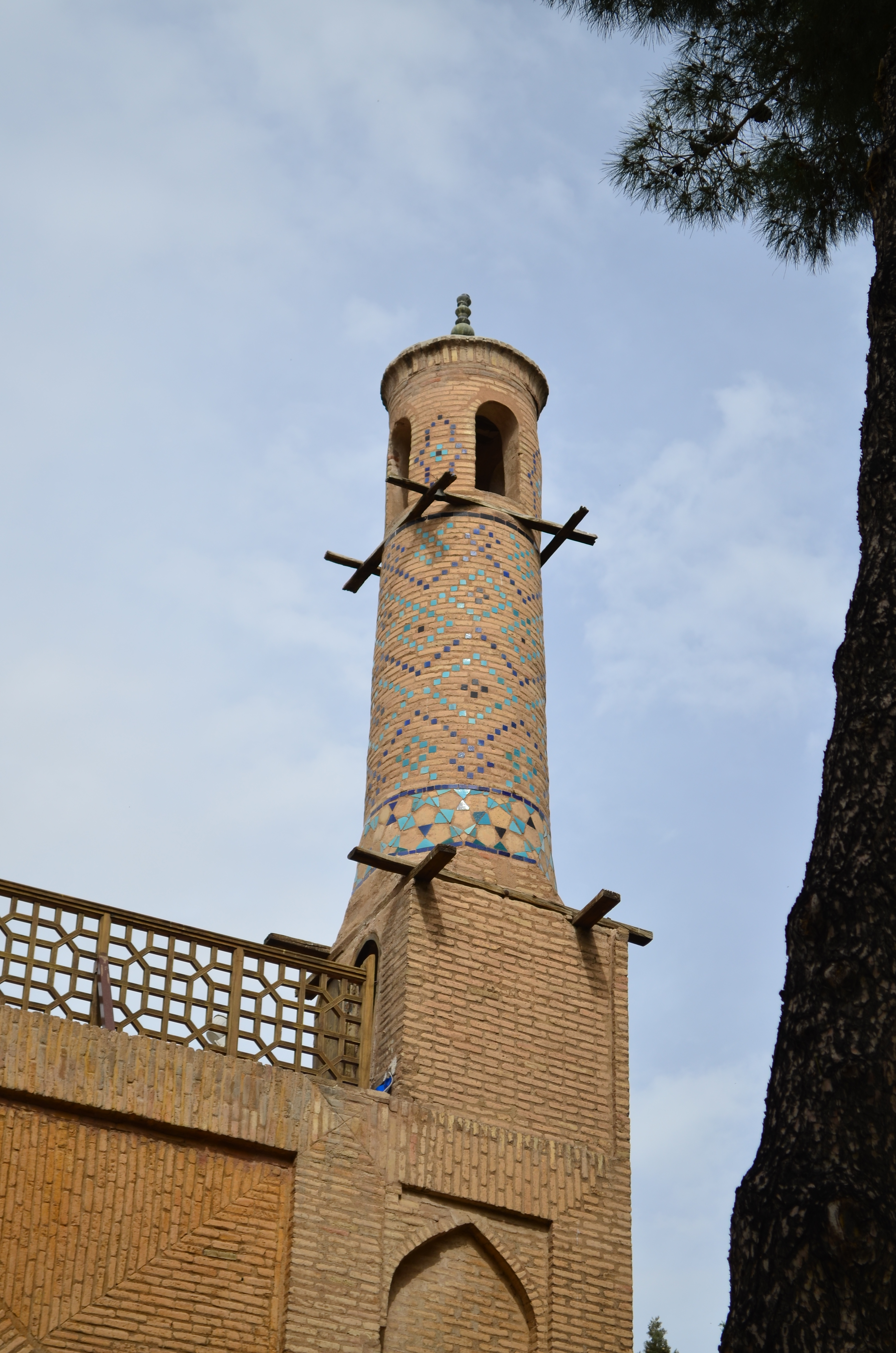
نمای نزدیک از مناره سمت راست
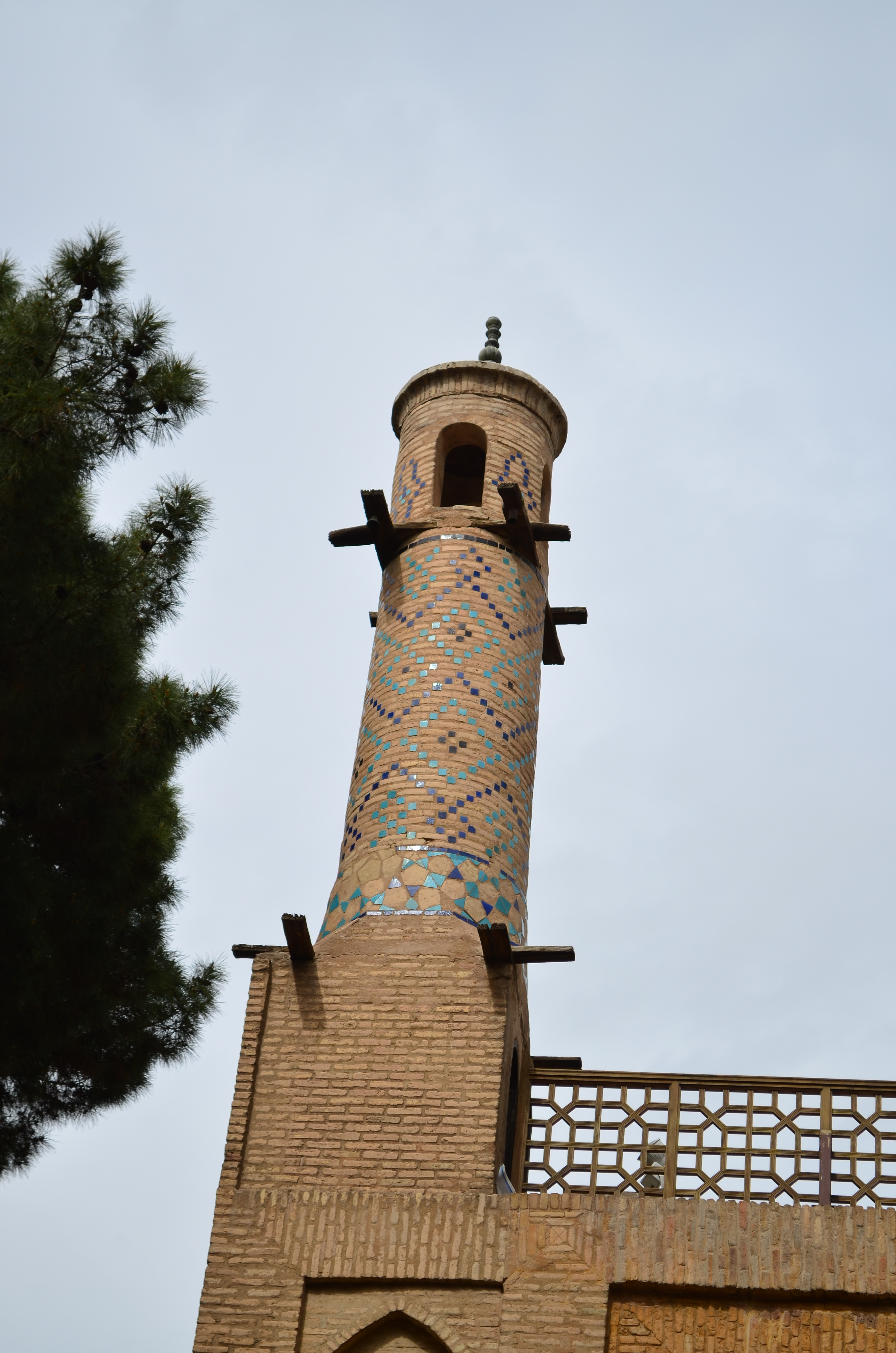
نمای نزدیک از مناره سمت چپ
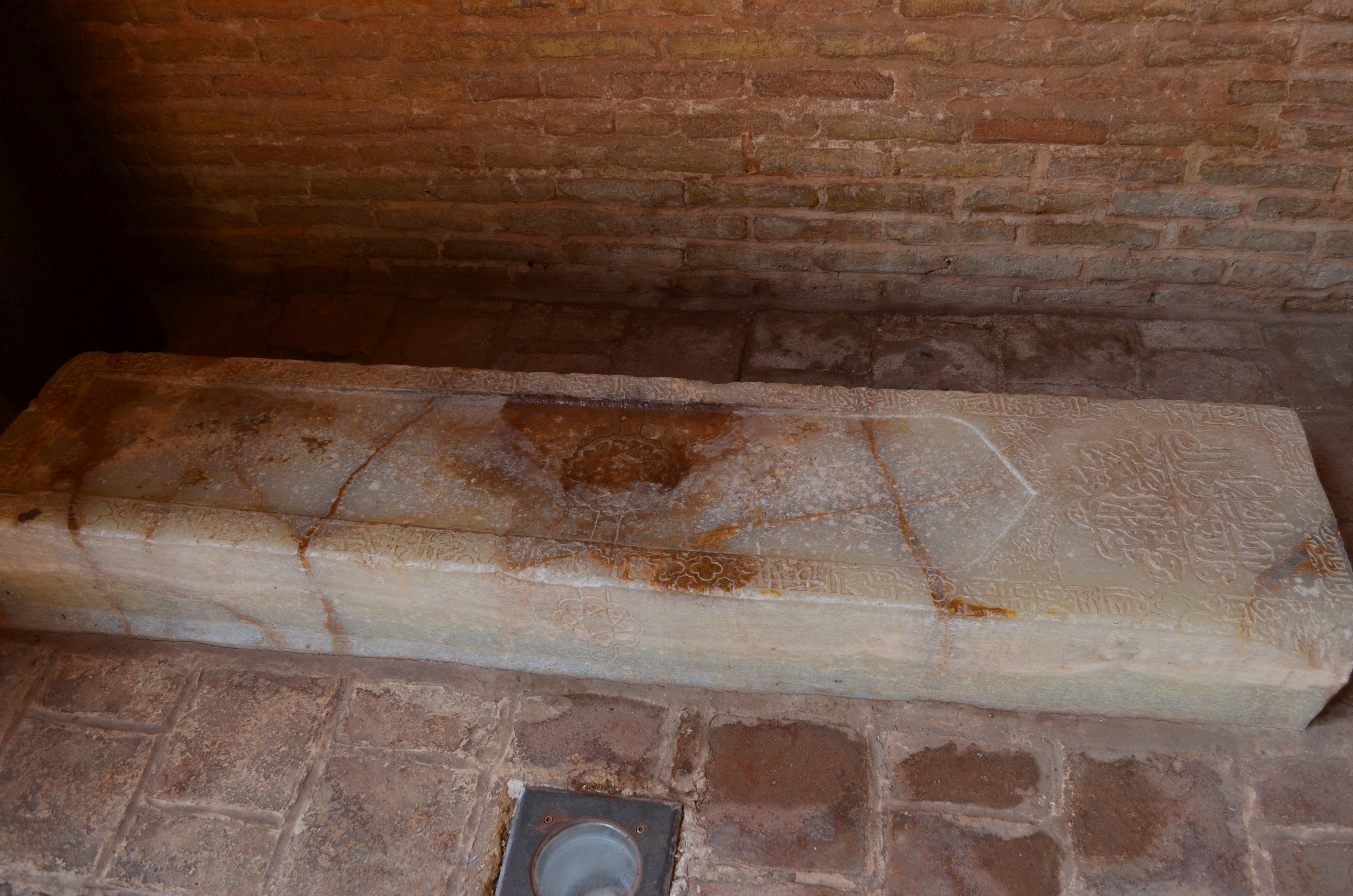
سنگ گوری دیرینه
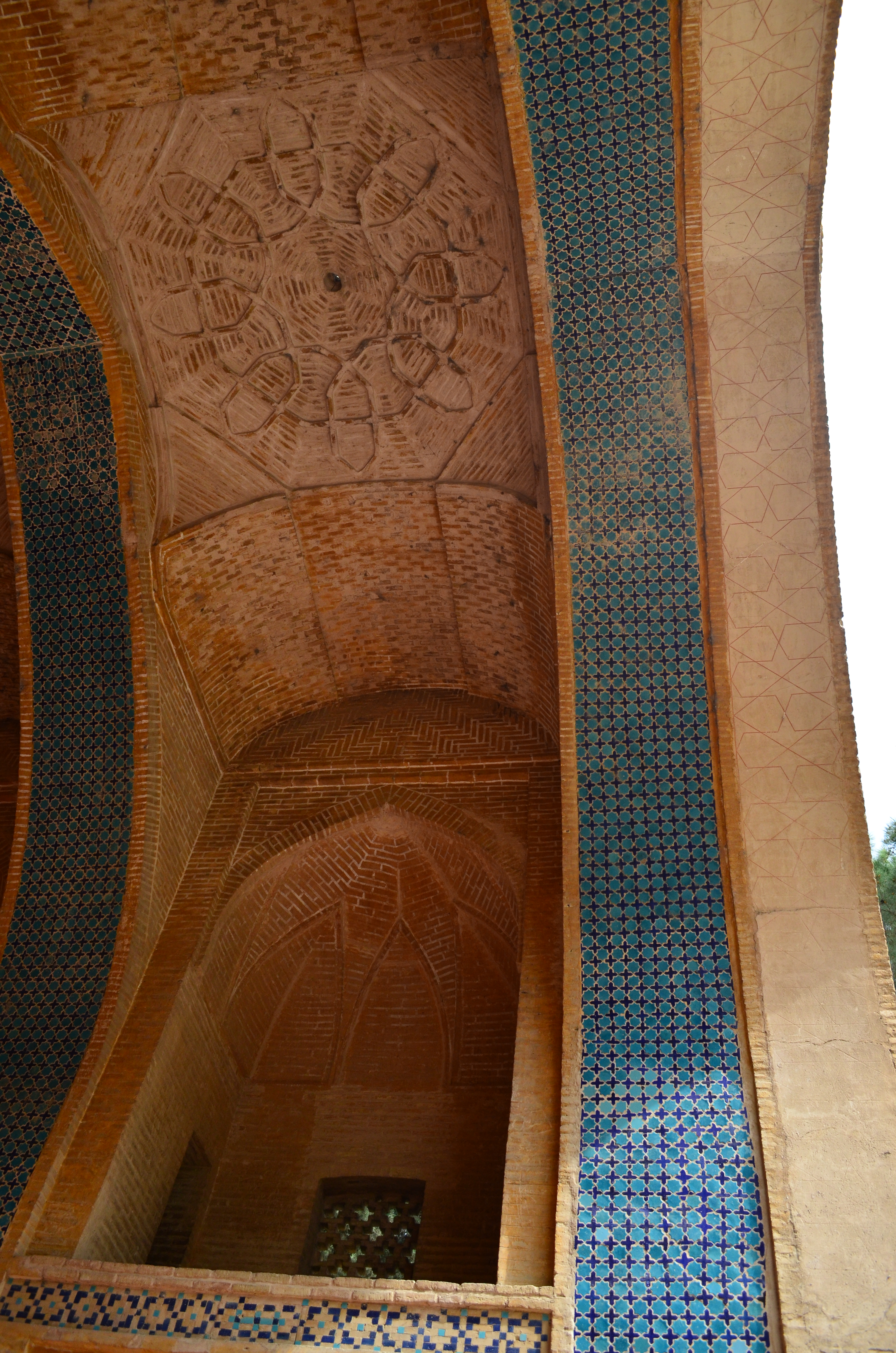
نمای زیر تاق ایوان
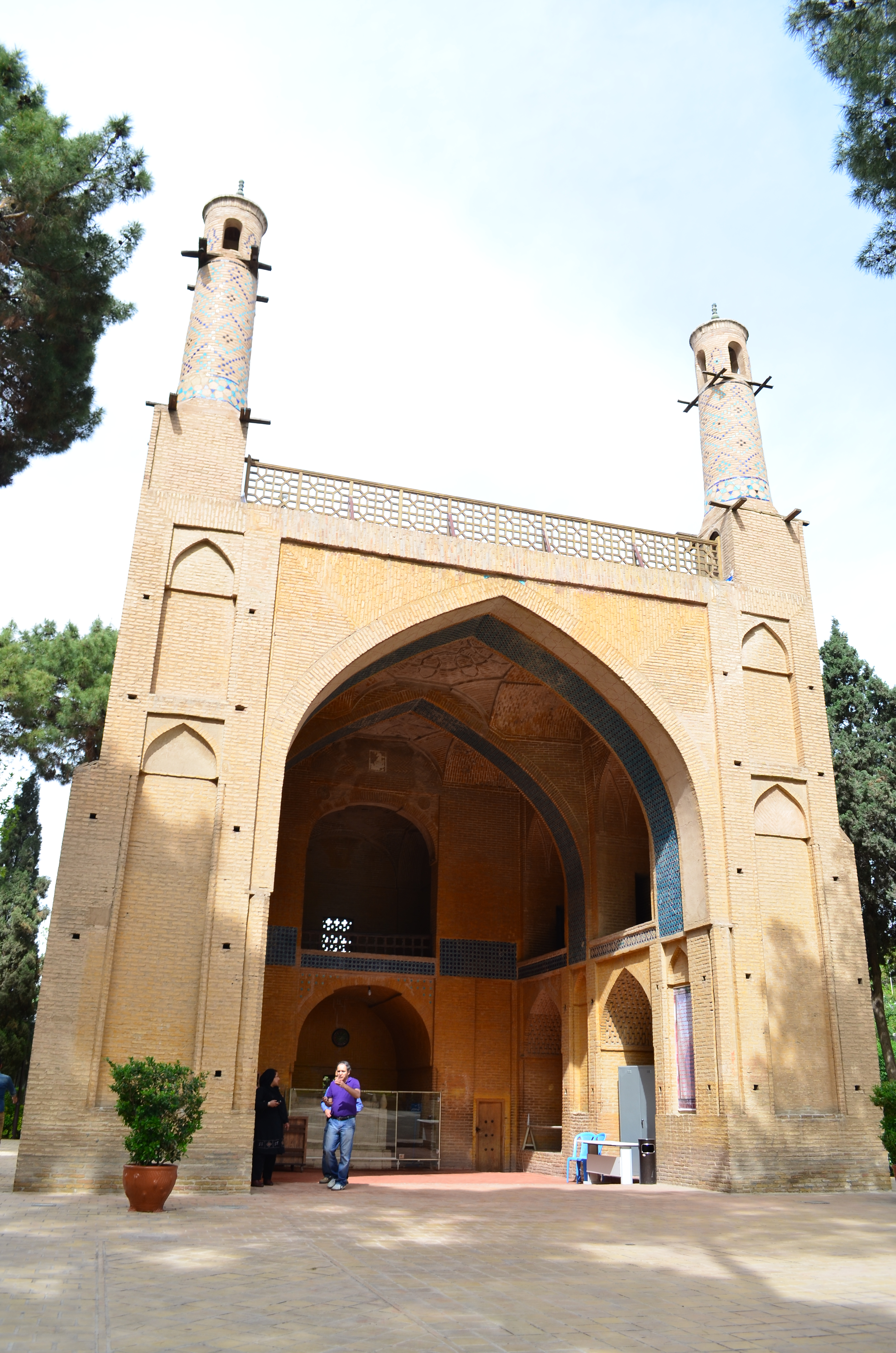
نمای روبروی مناره‌ها